# Daimajin Gyakushū
Daimajin Gyakushū (jap. 大魔神逆襲) – japoński film typu kaijū z 1966 roku w reżyserii Issei Moriego. Trzeci i ostatni film z serii o Daimajinie.

## Obsada
- Hideki Ninomiya jako Tsuruchiki
- Masahide Iizuka  jako Kinta
- Shinji Hori jako Daisaku
- Muneyuki Nagatomo jako  Sugitatsu
- Toru Abe jako Hidanokami Arakawa
- Takashi Nakamura jako Sanpei
- Hiroshi Nawa jako Daizen Matsunaga
- Tanie Kitabayashi jako Kane
- Junichiro Yamashita jako Shohachi
- Chikara Hashimoto
- Manabu Morita
- Kazue Tamaoki
- Yuzo Hayakawa jako Yoshibei
- Yuji Hamada
- Yukio Horikita jako Yada
- Riki Hashimoto jako Daimajin